# Mobula mobular
La manta de espina (Mobula mobular) es una especie de pez miliobatiforme de la familia Mobulidae.
Recientemente, se ha sinonimizado Mobula mobular con Mobula japanica.
Su estado de conservación es considerado en peligro.

## Descripción
Tiene el cuerpo romboidal, más ancho que largo, con las aletas pectorales largas y puntiagudas. La cabeza es ancha, con los ojos y espiráculos a los lados, presentando dos prolongaciones formadas por las aletas de la cabeza, las cuales se extienden hacia delante y muestran gran movilidad.Su aleta dorsal es pequeña con una prominente punta blanca. Su espina caudal es corta y serrada, la cual se encuentra detrás de la aleta dorsal. La cola es fina y alargada, generalmente de mayor tamaño en los ejemplares jóvenes.
La coloración dorsal es de color negro azulado o pardo oscuro, mientras que la zona ventral es blanca.
Presenta dos manchas distinguibles de color blanco semilunares en la zona de los hombros, en donde pueden verse más evidentemente en embriones y juveniles; desvaneciéndose en adultos. 
Es de mayor tamaño que Mobula hypostoma, siendo su envergadura máxima registrada de 520 cm.

## Distribución y hábitat
Es una especie propia del mar Mediterráneo, y posiblemente del Atlántico norte. Se ha reportado en aguas templadas del Océano Pacífico en la región de Atacama del norte de Chile. También se ha registrado su presencia en las costas atlánticas de África, desde Marruecos a Senegal.  
Es considerada una especie pelágica que habita en aguas costeras y en la plataforma continental. Gran parte de su vida reside en zonas inferiores a los 50 metros, pero ocasionalmente llega a sumergirse a profundidades superiores a los 1.000 metros.

## Comportamiento
Es una especie que se reúne en grupos pequeños. En ocasiones es posible observarlas saltando fuera del agua, produciendo un gran estampido al volver a ella.

## Reproducción
Es una especie ovovivíparaque al igual que la manta gigante no pone huevos si no qué las crías nacen directamente de la cloaca, vivas y se alimentan de una especie de saco vitelino dentro de la madre. Se ha estimado que la hembra alcanza su madurez sexual a los 5-6 años. El período de gestación de la cría tiene un período de 12 meses, pariendo en promedio una cría cada 1-3 años, al nacer, sus aletas pectorales enrolladas alrededor del cuerpo.Por otro lado, el macho alcanza su madurez sexual al alcanzar un ancho de disco de 200-220 cm.

## Alimentación
Su dieta se compone principalmente de plancton que, ayudándose de las prolongaciones cefálicas, introduce en su boca. En menor medida también come peces pequeños y calamares .

## Amenazas
Los mobúlidos en general, han sido un recurso de captura objetivo e incidental para las pesquerías artesanales e industriales. Existen al menos 13 pesquerías artesanales dentro de 12 países distribuidas mayormente en Indonesia, Filipinas, India, Sri Lanka, México, Taiwán, Mozambique, Gaza y Perú.
Los desembarques mundiales de mobúlidos, incluida la manta de espina, han aumentado constantemente debido a la demanda de branquias, aumentando el valor de su comercialización en las últimas décadas. Dentro del mar mediterráneo, se ha registrado una pesquería dirigida a la manta de espina en donde su principal recurso extractivo es el atún de Cerdeña mediante trampas.En Pakistán, esta especie representó el mayor número de los móbulidos desembarcados con un 60% en las pesquerías de atún con redes de enmalle.
En la India, se estima que anualmente se desembarcan alrededor de 1.215 ejemplares de manta de espina. Por otro lado, en Sri Lanka M. mobular es la especie común más desembarcada, representando el 87% de las capturas en pesquerías dirigidas, en donde, se ha estimado que se desembarcan alrededor de 48 357 idividuos al año.